# Varanus mabitang
Varanus mabitang is een hagedis uit de familie varanen (Varanidae).

## Naam en indeling
De soort werd voor het eerst wetenschappelijk beschreven door Gaulke en Curio in 2001. Later werd de naam Varanus (Philippinosaurus) mabitang gebruikt. De varaan wordt door sommige biologen tot het ondergeslacht Philippinosaurus gerekend.

## Levenswijze
Varanus mabitang is een van de twee soorten varanen waarvan bekend is dat er relatief veel plantaardig materiaal wordt gegeten. Alle andere varanen zijn voor zover bekend strikt carnivoor. Deze soort eet voornamelijk fruit en is dus een frugivoor, daarnaast worden ook verschillende dieren gegeten. De varaan leeft veel in bomen maar zoekt zijn voedsel ook wel op de bodem. De vrouwtjes zetten eieren af op de bodem. Over de verdere levenswijze en biologie is nog niet veel bekend.

## Verspreiding en habitat
De varaan is endemisch in de Filipijnen en leeft in de tropische bossen van het noordwestelijke deel van het eiland Panay. De hagedis is aangetroffen op een hoogte van ongeveer 200 tot 1000 meter boven zeeniveau.

## Beschermingsstatus
Door de internationale natuurbeschermingsorganisatie IUCN is de beschermingsstatus 'bedreigd' toegewezen (Endangered of EN).